# Observatorio Astronómico de Turín
El Observatorio Astronómico de Turín u Osservatorio Astronomico di Torino u Observatorio de Turín, también conocido simplemente como Pino Torinese, es un observatorio astronómico de propiedad y operado por el instituto italiano Istituto Nazionale di Astrofisica (INAF, Instituto Nacional de Astrofísica). Se encuentra en la cima de una colina en la localidad de Pino Torinese, en Italia, y fue fundado en 1759 y su código es 022.